# 중화학교
중화학교(일본어: 中華学校/ちゅうかがっこう)는 쑨원의 제창에 의해 만들어진 화교 자녀를 위한 교육기관이다. 현재는 분단으로 인해 중화인민공화국계의 중화학교와 중화민국계의 학교가 따로 존재한다. 근래에는 자제를 중화학교에 다니게 하는 일본인도 증가하고 있다.

## 학교 일람

### 중화인민공화국계
- 요코하마 야마노테 중화학교
- 고베 중화 동문학교

### 중화민국계
- 요코하마 중화학원
- 도쿄 중화학교
- 오사카 중화학교

## 같이 보기
- 한국학교
- 조선학교